# Бобков, Николай Петрович
Никола́й Петро́вич Бобков (18 мая 1921 — 23 марта 2004) — советский футболист, полузащитник.
Выступал за киевские клубы «Динамо» (12 матчей в чемпионате СССР в 1946, 1958 годах) и ДО в классе «Б» (1948—1949, 1952—1953) и первенстве КФК (1950—1951).
Чемпион (1951) и бронзовый призёр (1950) УССР. Полуфиналист Кубка СССР 1952 года.
Старший тренер команды КФК «Спартак» Киев (1956)